# NRSN1
NRSN1 (англ. Neurensin 1) – білок, який кодується однойменним геном, розташованим у людей на короткому плечі 6-ї хромосоми. Довжина поліпептидного ланцюга білка становить 195 амінокислот, а молекулярна маса — 21 475.
| 10         |  | 20         |  | 30         |  | 40         |  | 50         |
| ---------- |  | ---------- |  | ---------- |  | ---------- |  | ---------- |
| MSSCSNVCGS |  | RQAQAAAEGG |  | YQRYGVRSYL |  | HQFYEDCTAS |  | IWEYEDDFQI |
| QRSPNRWSSV |  | FWKVGLISGT |  | VFVILGLTVL |  | AVGFLVPPKI |  | EAFGEADFVV |
| VDTHAVQFNS |  | ALDMYKLAGA |  | VLFCIGGTSM |  | AGCLLMSVFV |  | KSYSKEEKFL |
| QQKFKERIAD |  | IKAHTQPVTK |  | APGPGETKIP |  | VTLSRVQNVQ |  | PLLAT      |

A: Аланін

C: Цистеїн

D: Аспарагінова кислота

E: Глутамінова кислота

F: Фенілаланін

G: Гліцин

H: Гістидин

I: Ізолейцин

K: Лізин

L: Лейцин

M: Метіонін

N: Аспарагін

P: Пролін

Q: Глутамін

R: Аргінін

S: Серин

T: Треонін

V: Валін

W: Триптофан

Локалізований у мембрані.